# Липовец (посёлок, Липовецкий район)
Липовец (укр. Липовець) — посёлок, входит в Липовецкий район Винницкой области Украины.
Население по переписи 2001 года составляло 549 человек. Почтовый индекс — 22544. Телефонный код — 4358. Занимает площадь 1,613 км². Код КОАТУУ — 522285603.

## Местный совет
22542, Вінницька обл., Липовецький р-н, с. Росоша, вул. Карла Маркса, 10

## Галерея
- Здание возле Железнодорожной станции
- Железнодорожная станция "Липовец"
- Бюст Ленина возле станции
- Вокзал станции "Липовец"
- Центральная улица поселка

## Известные уроженцы
- Александр Васильевич Бондарь — Герой Социалистического Труда, кавалер ордена Ленина. Бригадир комсомольско-молодёжной бригады монтеров пути СМП-581 треста "Нижнеангарсктрансстрой". Бригада А.В. Бондаря совместно с бригадой И.Н. Варшавского принимала участие в укладке 29 сентября 1984 года «золотого звена» на разъезде Балбухта в Читинской области, открыв тем самым сквозное движение по всему БАМу — от Байкала до Амура.